# Kool Moe Dee
Kool Moe Dee, Künstlername von Mohandas DeWese (* 8. August 1962 in Harlem, New York), ist ein US-amerikanischer Rapper der Stilrichtungen Pop-Rap und Eastcoast-Hip-Hop und wird den Zeiträumen Old School und Golden Age zugerechnet. Er war der erste Rapper, der bei einer Grammy-Verleihung auftrat und gilt als Erfinder des Battle-Rap.

## Biografie
Mohandas DeWese wuchs in New York auf und war dort bereits in jungen Jahren bekannt für seine Auftritte bei lokalen Block Parties, die er gemeinsam mit seinen Freunden von der Highschool, L. A. Sunshine, Special K und DJ Easy Lee, als Treacherous Three absolvierte. Die Gruppe bekam schließlich einen Plattenvertrag und nahm einige Alben und Singles auf, bevor sie sich Mitte der 1980er-Jahre trennten.
DeWese nahm danach eine Auszeit von der Musik und machte einen Abschluss an der State University of New York. Anschließend begann er jedoch an seiner Solokarriere zu arbeiten. Er nahm die Single Go See the Doctor auf und ließ sie vom damals unbekannten, 17-jährigen Teddy Riley produzieren. Das humoristische Lied über die Gefahren von ungeschütztem Sex schaffte es sowohl in den Vereinigten Staaten von Amerika, als auch im Vereinigten Königreich in die Charts.
Dieser Erfolg brachte Kool Moe Dee, wie der Rapper sich nun nennt, einen Vertrag beim Label Jive Records, wo er schließlich 1986 sein nach ihm selbst benanntes Solodebütalbum veröffentlichte. Zwar konnte dies noch keinen durchschlagenden Erfolg verzeichnen, das änderte sich jedoch mit dem Nachfolger How Ya Like Me Now. Dieses Album stand im Zeichen seines Beefs mit LL Cool J, dem er vorwarf seinen Stil des aggressiven und schnellen Rappens zu kopieren. So war auf dem Cover ein Jeep abgebildet, der eine rote Kangol-Mütze, das Markenzeichen von LL Cool J, überfährt. Auch die Single mit dem gleichen Namen wie das Album war ein Angriff auf LL Cool J. Bereits 1982 hatte Kool Moe Dee bei einem Auftritt im Club „The Harlem World“ in Manhattan zusammen mit L. A. Sunshine die Bühne nach der beendeten Darbietung des Rappers Busy Bee betreten und diesen lyrisch angegriffen. Wegen dieser beiden Begebenheiten gilt Kool Moe Dee als Erfinder des Battle-Raps. Die daraus resultierende Aufmerksamkeit in den Medien verhalf dem Album zu Platin-Status in den USA.
Auch das dritte Soloalbum Kool Moe Dees, Knowledge Is King von 1989, war erfolgreich und wurde mit Gold ausgezeichnet. Außerdem trat er mit Stücken daraus als erster Rapper der Geschichte bei der Verleihung der Grammy Awards auf. Im selben Jahr half er außerdem KRS-One bei dessen Projekt „Stop the Violence Movement“, ein musikalischer Aufruf, der sich gegen die zunehmende Gewalt innerhalb der Hip-Hop-Gemeinschaft richtete und arbeitete mit Quincy Jones an dessen Album Back on the Block mit. Für das darauf enthaltene, gleichnamige Stück erhielt er später, ebenso wie die ebenfalls beteiligten Big Daddy Kane, Ice-T, Melle Mel, Quincy D. III & Quincy Jones, den Grammy Award for Best Rap Performance by a Duo or Group.
Im Folgenden ließ sein Erfolg jedoch rasch nach. So hielt sich sein 1991 veröffentlichtes Werk Funke Funke Wisdom nur noch neun Wochen in den Billboard 200 auf. Als Folge daraus brachte Jive Records 1993 nur noch ein Greatest-Hits-Album von ihm heraus und entließ ihn dann aus seinem Vertrag. Kool Moe Dee nahm daraufhin ein Comeback-Album der Treacherous Three auf und veröffentlichte sein fünftes Album Interlude über das Label des Gruppenmitglieds DJ Easy Lee. Trotz der Bedeutung des Titels (Zwischenspiel) blieb es sein letztes und erreichte keine kommerzielle Bedeutung.
DeWese widmete sich daraufhin hauptsächlich der Schauspielerei. Seine Rollen blieben jedoch klein, bis auf die Auftritte in den beiden Dokumentarfilmen Beef und dessen Fortsetzung Beef II, die sich mit dem Phänomen des Beefs im Hip-Hop beschäftigen.
2003 schrieb er außerdem das Buch There’s a God on the Mic: The True 50 Greatest MCs, in dem er die seiner Meinung nach 50 besten MCs aufführt und über sie referiert.
Im Musikbereich trat er nur noch sporadisch als Gastkünstler auf, so zum Beispiel auf Will Smiths Single Wild Wild West von 1999, die seine eigene, gleichnamige Single von 1989 samplete und Titelstück des Films Wild Wild West war, sowie 2015 auf dem Lied Downtown von Macklemore & Ryan Lewis. Beide genannten Stücke waren erfolgreich und wurden in den USA mit Gold bzw. mit Platin ausgezeichnet.

## Diskografie

### Alben
- 1986: Kool Moe Dee
- 1987: How Ya Like Me Now
- 1989: Knowledge Is King
- 1991: Funke Funke Wisdom
- 1994: Interlude

### Kompilationen
- 1993: Greatest Hits
- 1995: The Jive Collection, Volume 2
- 2005: I’m Kool Moe Dee

### EPs
- 1990: African Pride

### Singles
- 1986: Go See the Doctor
- 1989: Wild Wild West
- 1989: I Got to Work
- 1990: God Made Me Funke
- 1991: Rise ’n Shine
- 1991: How Cool Can One Black Man Be
- 1991: Death Blow
- 1993: Can U Feel It

### Videoalben
- 1991: Funke Funke Wisdom

## Filmografie
- 1984: Beat Street
- 1996: Gangland – Cops unter Beschuß
- 2002: Not a Girl
- 2003: Beef
- 2004: Beef II

## Bücher
- 2003: There’s a God on the Mic

## Auszeichnungen
- 1990: Grammy Award for Best Rap Performance by a Duo or Group für „Back On The Block“, zusammen mit Big Daddy Kane, Ice-T, Melle Mel, Quincy D. III & Quincy Jones[4]